# Pescenij Niger
Pescenij Niger (latinsko Gaivs Pescennivs Niger Ivstvs Avgvstvs), rimski uzurpator od leta 193 do 194 v letu petih cesarjev, * okoli 135, † 194, Antiohija, Sirija.
Za cesarja so ga razglasile vzhodne legije v odgovor na umor cesarja Pertinaksa in nakup prestola njegovega naslednika Didija Julijana. Pescenija Nigra je porazil njegov tekmec Septimij Sever in ga med poskusom bega iz Antiohije ubil.

## Življenjepis

### Zgodnja kariera
Rojen je bil okoli leta 135 v stari italski viteški družini in  prvi v družini dosegel položaj rimskega senatorja. O njegovi zgodnji karieri je malo znanega, morda zato, ker je služboval v Egiptu in bil na začetku Komodove vladavine na vojnih pohodih v Dakiji. V drugi polovici 180. let je bil izvoljen za nadomestnega konzula, potem pa ga je Komod leta 191 imenoval za cesarskega legata Sirije. Niger je bil v Rimu zelo ugledna osebnost.

### Razglasitev za cesarja
V Siriji je izvedel za Pertinaksov umor in sramotno licitacijo za cesarski naslov, na kateri je zmagal Didij Julijan. V Rimu so kmalu po Julijanovi zasedbi prestola izbruhnilie demonstracije, na katerih so državljani pozivali Pescenija Nigra, naj pride v Rim in sam prevzame oblast. Julijan  je v odgovor na njihovo zahtevo v Antiohijo poslal svojega centuriona z nalogo, da Pescenija Nigra ubije.
Posledica nemirov v Rimu je bila, da so rimske vzhodne legije konec aprila 193 Nigra razglasile za rimskega cesarja. Niger je po razglasitvi k svojemu imenu dodal vzdevek Justus – Pravičen. Četudi je cesarska propaganda v imenu Septimija Severja kasneje trdila, da se je Niger prvi uprl Didiju Julijanu, je bil prvi v resnici Septimij Sever, ki se je za cesarja razglasil že 9. aprila 193. Niger je v Rim poslal svoje odposlance, da bi razglasili njegovo imenovanje za cesarja, vendar jih je Sever prestregel. Ko je Niger začel krepiti svojo položaj v vzhodnih provincah, je Sever po Julijanovem umoru na začetku junija 193 vkorakal v Rim.

### Vojna s Septimijem Severjem
Septimij Sever je takoj po prihodu v Rim začel utrjevati svojo oblast. Svojemu novoimenovanemu prefektu pretorske garde Gaju Fulviju Plavtijanu je ukazal, da aretira Nigrove otroke in jih obdrži za talce. Niger je medtem iskal podporo vseh guvernerjev bližnjevzhodnih provinc, vključno z uglednim  prokonzulom Azije Azelijem Emilijanom, ki je v Nigrovem imenu zasedel Bizanc. Niger je poskušal dobiti tudi neposredno oblast v Egiptu, medtem ko se je Sever trudil zaščititi dobave žita Rimu. Zvestim vojaškim enotam v Egiptu je ukazal, da zastražijo zahodno mejo province in preprečijo tamkajšnji II. legiji Traiana Fortis, da pošlje Nigru vojaško pomoč.
Vzhodne rimske province, vključno z Egiptom, so bile zelo bogate, njihova vojska pa je bila mnogo šibkejša od Severjeve. Sever je imel na razpolago šestnajst donavskih legij, Niger pa samo šest: tri v Siriji, dve v Arabiji in eno v Meliteni (Malatya, Mala Azija). Niger se je zato odločil za agresivno delovanje in poslal vojsko v Trakijo, kjer je v Perintu (Marmara Ereğlisi, Turčija) premagala del Severjeva armade pod poveljstvom Lucija Fabija Kila.
Sever se je po porazu sam odpravil na vzhod in v predhodnico poslal generala Tiberija Klavdija Kandida.  Niger je v  Bizancu organiziral svoj štab in ukazal Azeliju Emilijanu, naj brani južno obalo Marmarskega morja. Sever je že na poti ponudil Nigru, naj se vda in odide v izgnanstvo, vendar je Niger ponudbo zavrnil, ker je bil prepričan v svojo zmago. Konec leta 193 se je Kandid spopadel z Emilijanom v bitki pri Kiziku in zamagal. Emilijana so ujeli in usmrtili. Kandidova vojska je po zmagi začela oblegati Bizanc in prisilila Nigra na umik v Nikejo. Mesto mu je ostalo zvesto in se upiralo vse do leta 195, ko se je končno vdalo.
Vojski sta se ponovno spopadli konec decembra 193 pred Nikejo. Niger je bil ponovno poražen, vendar mu je uspelo skoraj nedotaknjeno glavnino svoje armade umakniti v gore Taurusa, kjer je branila gorske prelaze še nekaj mesecev potem, ko se je Niger vrnil v Antiohijo. Niger je po vrnitvi zašel v resne težave, ker je izgubil podporo v azijskih provinc. Na Severjevo stran so prestopila tudi nekatere njemu zvesta mesta, med njimi Laodikeja in Tir. 13. februarja 194 je na Severjevo stran prestopil tudi Egipt, kar je še zmanjšalo Nigrove možnosti za uspeh.
Sever je svojega generala Kandida zamenjal z generalom Kornelijem Anulinom, ki se je maja 194 pri Isu spopadel z Nigrovo vojsko. Po dolgi in trdi bitki je bil Niger odločilno poražen in prisiljen na umik v Antiohijo. Od tam je poskušal pobegniti v Partijo, vendar so ga ujeli in obglavili. Njegovo glavo so poslali v Bizanc, toda mesto se kljub temu ni nameravalo vdati. Sever ga je zato z vsemi silami napadel in popolnoma uničil.Nigrovo glavo so poslali v Rim in jo razkazovali.
Sever je po zmagi kaznoval vse Nigrove pristaše. Usmrtil je tudi Nigrovo ženo in otroke in zasegel njegovo premoženje.
| Pescenij Niger            |                                                                                                 |                           |
| Vladarski nazivi          |                                                                                                 |                           |
| Predhodnik: Didij Julijan | Cesar Rimskega cesarstva 193–194 z Klodij Albin (rival 193–194), Septimij Sever (rival 193–194) | Naslednik: Septimij Sever |

### Primarni viri
- Kasij Dion, Roman History, 74. in 75. knjiga
- Herodijan, Roman History, 2. in 3. knjiga Arhivirano 2015-07-08 na Wayback Machine.
- Historia Augusta, Life of Pescennius Niger

### Sekundarni viri
- P. Southern, The Roman Empire from Severus to Constantine, Routledge, 2001.
- D.S. Potter, The Roman Empire at Bay, AD 180-395, Routledge, 2004.
- A.K. Bowman, The Cambridge Ancient History: The Crisis of Empire, A.D. 193-337, Cambridge University Press, 2005.
- A. Canduci (2010). Triumph and Tragedy: The Rise and Fall of Rome's Immortal Emperors. Pier 9 Books. ISBN 978-1-74196-598-8.
- M.L. Meckler (1998), Pescennius Niger (193-194 A.D.) De Imperatoribus Romanis